# Octoberon
Octoberon is het zevende studioalbum van Barclay James Harvest (BJH). De titel bedacht door Les Holroyd is een samentrekking tussen octo (album nr 8, inclusief Barclay James Harvest Live), oktober (maand van uitgifte) en Oberon, de elfenkoning uit Een Midzomernachtdroom van William Shakespeare. 

## Inleiding
Na dat de samenwerking met muziekproducent Elliot Mazer in San Francisco succesvol was gebleken op album Time honoured ghosts probeerde BJH hem opnieuw in te schakelen. Ze waren immers zelf in de Verenigde Staten voor een tournee. Mazer had het echter te druk en de visa voor de bandleden en crew waren van korte duur, dus BJH moest onverrichter zaken terug naar Engeland. Dat betekende een terugkeer naar de Strawberry Studios van 10cc waar toen David Rohl geluidstechnicus was. Het kwartet musici en Rohl gingen daarop aan de slag. Rohl had destijds zijn eigen band Mandalaband, die echter nooit zo bekend zou worden als BJH of 10cc. Rohl was wel liefhebber van een groots symfonisch geluid, hetgeen met name toetsenist Woolly Wolstenholme blij maakte.
Het verblijf in San Francisco leverde BJH wel een lied op Polk Street rag.
De platenhoes geeft Oberon weer in de stijl van de Britse schilder Frederick Marriott. Er was bij de eerste persing enige onduidelijkheid welke tracks nu op welke kant stonden. In plaats van kant 1 en 2 was er een blauwe en rode plaatzijde. 

## Musici
- John Lees – zang, gitaar
- Les Holroyd – zang, basgitaar, akoestische gitaar, slaggitaar
- Woolly Wolstenholme – zang, toetsen
- Mel Pritchard – drumstel, percussie

met 
- Ritchie Close - orkestarrangeur en -dirigent (World goes on en May day)
- Capriol Singers (May day)

## Muziek
| Nr. | Titel                       | Duur |
| --- | --------------------------- | ---- |
| 1.  | The world goes in (Holroyd) | 6:27 |
| 2.  | May day (Lees)              | 7:57 |
| 3.  | Ra (Wolstenholme)           | 5:17 |

| Nr. | Titel                        | Duur |
| --- | ---------------------------- | ---- |
| 1.  | Rock 'n' roll star (Holroyd) | 5:17 |
| 2.  | Polk Street rag (Lees)       | 5:37 |
| 3.  | Believe in me (Holroyd)      | 4:21 |
| 4.  | Suicide? (Lees)              | 7:55 |

May day refereert aan de Dag van de Arbeid, die in die tijd dusdanige polarisatie opleverde, dat Lees niet meer wist waar het voor stond, goed of kwaad). Ra verwijst naar zonnegod Ra en kent de eerste vier noten uit Symfonie nr. 1 van Gustav Mahler. Suicide? is het verslag van iemands dag, nadat zijn liefde is gestrand. Het beschrijft zijn route door de treurige stad, die eindigt met het beklimmen van een trap naar een dak van een hoog gebouw. Vandaaruit ziet hij nog meer ellende en ook de reacties voordat hij zijn daad wil stellen zijn droevig (Kan je het wat later doen, want mijn auto staat daar geparkeerd: Let me move my car). Als hij denkt dat iemand een arm om hem heen slaat, blijkt dat toch vooral het laatste zetje te zijn (vandaar het vraagteken achter de titel).

## Nasleep
Octoberon verkocht verrassend goed in het Verenigd Koninkrijk (plaats 19 albumlijst) en de band stond min of meer versteld dat het ook goed verkocht in Duitsland (drie weken notering; hoogste plaats 40); achteraf kon het gezien worden als opstap naar het succes van Gone to earth, dat toch voornamelijk door hun optredens in Duitsland kwam.   Ten tijde van uitgifte van het originele album was de band alweer op tournee, waarbij ze ook het Haagse Congresgebouw aandeden
Het album kreeg ook in de 21e eeuw een hele reeks heruitgaven, waarbij die van Esoteric Recordings (2017) uitgebreid werd tot twee cd’s en één dvd. 